# Okopy-Kolonia
Okopy-Kolonia – kolonia w Polsce położona w województwie lubelskim, w powiecie chełmskim, w gminie Dorohusk.
| SIMC    | Nazwa       | Rodzaj     |
| ------- | ----------- | ---------- |
| 0102798 | Holendernia | przysiółek |

W latach 1975–1998 miejscowość administracyjnie należała do województwa chełmskiego. \
Kolonia jest sołectwem w gminie Dorohusk. Według Narodowego Spisu Powszechnego (III 2011 r.) liczyła 235 mieszkańców i była dziewiątą co do wielkości miejscowością gminy Dorohusk.